# Coup d'État de 1973 en Afghanistan
 (mai 2021).
Si vous disposez d'ouvrages ou d'articles de référence ou si vous connaissez des sites web de qualité traitant du thème abordé ici, merci de compléter l'article en donnant les références utiles à sa vérifiabilité et en les liant à la section « Notes et références ».
Le coup d'État de 1973 en Afghanistan est un évènement ayant entraîné la dissolution du Royaume d'Afghanistan et son remplacement par la République d'Afghanistan.
Le mardi 17 juillet 1973, alors que le roi Mohammad Zaher Shah, qui dirige le pays depuis 39 ans, est en déplacement en Italie, son cousin et ancien Premier Ministre, Mohammad Daoud Khan, prend le pouvoir avec le soutien de l'URSS. Il proclame la République et en devient le premier président. 